# Кашівський заказник
Ка́шівський зака́зник — ландшафтний заказник місцевого значення в Україні. Об'єкт розташований на території Маневицького району Волинської області, ДП «Ковельське ЛГ», Кашівське лісництво, кв. 8, вид. 7; Углівське лісництво, кв. 15, вид. 23, 24; кв. 29, вид. 1–53; кв. 32, вид. 1, 13, 16, 18, 19; кв. 38, вид. 12, 13; кв. 42, вид. 16, 17; кв. 44, вид. 47
Площа — 285,5 га, статус отриманий у 1993 році.
Охороняються ділянки соснового лісу віком 85–95 років, з домішкою берези повислої. У трав'яному покриві зростають буяхи, брусниця, чорниця, папоротеподібні, конвалія звичайна і чистотіл звичайний. Трапляється рідкісний вид, занесений до Червоної книги України – сон розкритий, а також види птахів, що охороняються Червоною книгою України та Бернською конвенцією тетерук та орябок.